# Чемпионат Андорры по футболу 2014/2015
Примера Дивизио 2014/15 (кат. Primera Divisió 2014/15) — двадцатый сезон чемпионата Андорры по футболу. В турнире приняло участие 8 клубов и проходил он с 21 сентября 2014 года по 24 мая 2015 года. Чемпионом в восьмой раз в своей истории стал клуб «Санта-Колома» и получил право играть в первом квалификационном раунде Лиги чемпионов 2015/16. Серебряный призёр «Лузитанс» выступит в первом квалификационном раунде Лиги Европы 2015/16. Бронзовым призёром стала «Унио Эспортива Санта-Колома». «Сан-Жулиа» заняла 4 место, однако она одержала победу в Кубке Андорры 2015 и получила вторую путёвку в квалификацию Лиги Европы. В Сегона Дивизио (второй дивизион) вылетел «Интер».
Лучшим бомбардиром стал Кристиан Мартинес из «Санта-Коломы» забивший 22 мяча, Виктор Родригес из «Унио Эспортива Санта-Колома» был признан лучшим игрокам сезона по версии УЕФА.

## Участники
В чемпионате Андорры приняло участие 8 команд из 6 населённых пунктов.
| Клуб                        | Город               | Позиция в сезоне 2013/14 | Главный тренер            | Отставки тренеров                        |
| --------------------------- | ------------------- | ------------------------ | ------------------------- | ---------------------------------------- |
| Интер                       | Эскальдес-Энгордань | 7                        | Карлос Санчес Эстелья     |                                          |
| Лузитанс                    | Андорра-ла-Велья    | 4                        | Висенте Маркес            |                                          |
| Ордино                      | Ордино              | 5                        | Феликс Люх Бинефа         | Виктор Мануэль Торрес Местре (до 4 тура) |
| Сан-Жулиа                   | Сан-Жулиа-де-Лория  | 3                        | Рауль Ганете              |                                          |
| Санта-Колома                | Санта-Колома        | 1                        | Ричард Имбернон           |                                          |
| Унио Эспортива Санта-Колома | Санта-Колома        | 2                        | Эмилиано Гонсалес         |                                          |
| Энгордань                   | Эскальдес-Энгордань | 1, Сегона Дивизио        | Жозеп Луис Менгуал Прадес |                                          |
| Энкамп                      | Энкам               | 6                        | Оскар Герреро Санчо       |                                          |

## Стадионы

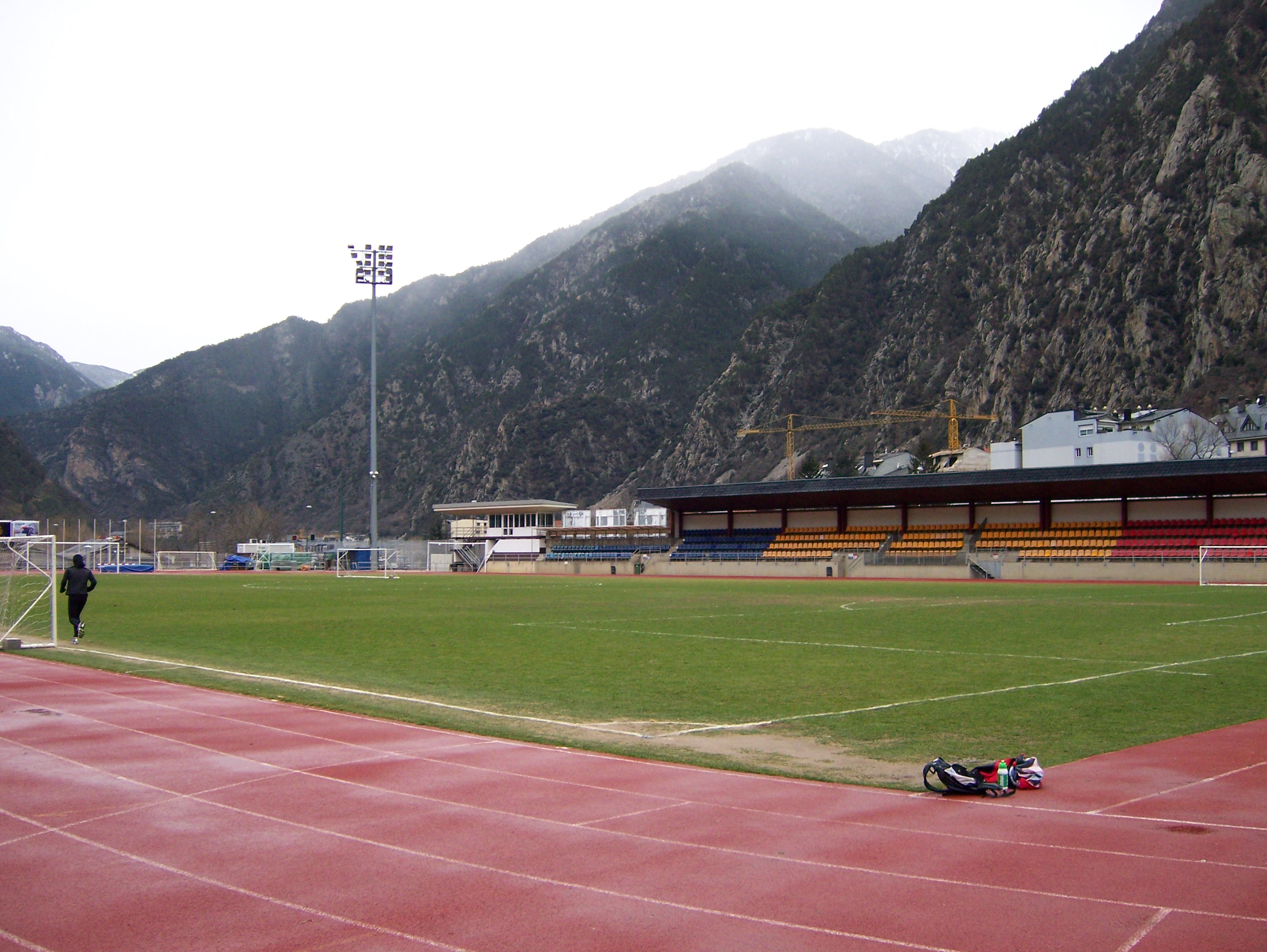
Стадион «Комуналь д’Айшовалль»

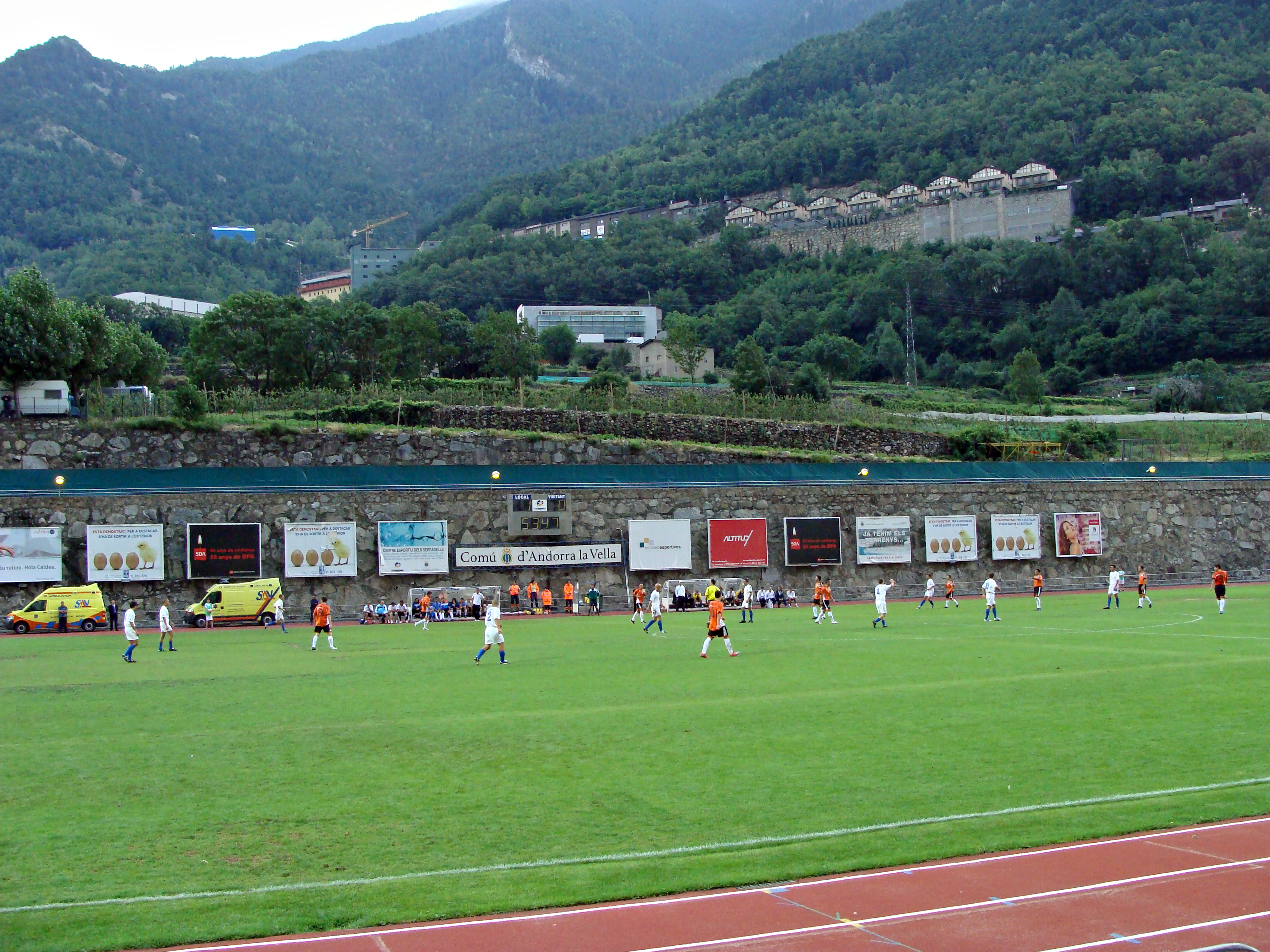
Стадион «Комуналь д'Андорра-ла-Велья»

Футбольная федерация Андорры проводит матчи Примера и Сегона Дивизио на принадлежащих ей стадионах. Также федерация распределяет стадионы и поля для тренировок для каждой команды. В сезоне 2014/15 игры проходили на трёх стадионах: «Комуналь д'Андорра-ла-Велья» вмещающем 1299 человек и находящемся в Андорра-ла-Велья, «Комуналь д’Айшовалль» расположенный на юге Андорры в Сан-Жулиа-де-Лория и вмещающем 899 зрителей. Также матчи проводились в приграничном с Андоррой испанском городе Алас-и-Серк, на стадионе «Сентре Эспортиу д'Алас», вмещающем 1500 человек.
| Стадион                     | Расположение          | Вместимость |
| --------------------------- | --------------------- | ----------- |
| Комуналь д'Андорра-ла-Велья | Андорра-ла-Велья      | 1299        |
| Комуналь д’Айшовалль        | Сан-Жулиа-де-Лория    | 899         |
| Сентре Эспортиу д'Алас      | Алас-и-Серк (Испания) | 1500        |

## Регламент
Каждый клуб чемпионата Андорры может иметь не более трёх игроков из Испании с профессиональным контрактом, которые не проживают в Андорре.

## Первый этап
| М | Команда                     | И  | В  | Н | П  | Мячи    | ±   | О  | Примечания            |
| - | --------------------------- | -- | -- | - | -- | ------- | --- | -- | --------------------- |
| 1 | Санта-Колома                | 14 | 10 | 1 | 3  | 53 − 7  | +46 | 31 | Борьба за чемпионство |
| 2 | Лузитанс                    | 14 | 10 | 1 | 3  | 45 − 17 | +28 | 31 | Борьба за чемпионство |
| 3 | Унио Эспортива Санта-Колома | 14 | 9  | 2 | 3  | 23 − 8  | +15 | 29 | Борьба за чемпионство |
| 4 | Сан-Жулиа                   | 14 | 8  | 3 | 3  | 35 − 13 | +22 | 27 | Борьба за чемпионство |
| 5 | Ордино                      | 14 | 6  | 2 | 6  | 22 − 22 | 0   | 20 | Борьба за выживание   |
| 6 | Энкамп                      | 14 | 4  | 1 | 9  | 13 − 28 | −15 | 13 | Борьба за выживание   |
| 7 | Энгордань                   | 14 | 2  | 1 | 11 | 11 − 62 | −51 | 7  | Борьба за выживание   |
| 8 | Интер (Эскальдес)           | 14 | 1  | 1 | 12 | 7 − 52  | −45 | 4  | Борьба за выживание   |

И — игры, В — выигрыши, Н — ничьи, П — проигрыши, Мячи — забитые и пропущенные голы, ± — разница голов, О — очки

## Раунд плей-офф

### Борьба за чемпионство
| М | Команда                     | И  | В  | Н | П | Мячи    | ±   | О  | Примечания                                           |
| - | --------------------------- | -- | -- | - | - | ------- | --- | -- | ---------------------------------------------------- |
| 1 | Санта-Колома                | 20 | 13 | 3 | 4 | 64 − 14 | +50 | 42 | Первый квалификационный раунд Лига чемпионов 2015/16 |
| 2 | Лузитанс                    | 20 | 12 | 3 | 5 | 53 − 26 | +27 | 39 | Первый квалификационный раунд Лиги Европы 2015/16    |
| 3 | Унио Эспортива Санта-Колома | 20 | 12 | 2 | 6 | 33 − 17 | +16 | 38 |                                                      |
| 4 | Сан-Жулиа                   | 20 | 9  | 5 | 6 | 41 − 23 | +18 | 32 | Первый квалификационный раунд Лиги Европы 2015/16    |

И — игры, В — выигрыши, Н — ничьи, П — проигрыши, Мячи — забитые и пропущенные голы, ± — разница голов, О — очки

### Борьба за выживание
| М | Команда           | И  | В  | Н | П  | Мячи    | ±   | О  | Примечания                          |
| - | ----------------- | -- | -- | - | -- | ------- | --- | -- | ----------------------------------- |
| 5 | Ордино            | 20 | 10 | 3 | 7  | 36 − 29 | +7  | 33 |                                     |
| 6 | Энкамп            | 20 | 7  | 3 | 10 | 21 − 34 | −13 | 24 |                                     |
| 7 | Энгордань         | 20 | 5  | 2 | 13 | 21 − 72 | −51 | 17 | Плей-офф за место в Примера Дивизио |
| 8 | Интер (Эскальдес) | 20 | 1  | 1 | 18 | 9 − 63  | −54 | 4  | Выбывание в Сегона Дивизио          |

И — игры, В — выигрыши, Н — ничьи, П — проигрыши, Мячи — забитые и пропущенные голы, ± — разница голов, О — очки

## Плей-офф за место в Примера Дивизио
Седьмая команда Примера Дивизио «Энгордань» встретилась с клубом «Атлетик», который занял второе место в Сегона Дивизио 2014/15. По итогам двух встреч в чемпионате Андорры 2015/16 будет выступать «Энгордань», победивший соперника с общим счётом (4:2).
| Ашаваль 20 мая 2015              | \| Энгордань \| 2:1 отчёт \| Атлетик (Эскальдес) \| \| К. Медина 69′ · Ч. Д'Алмейда 85′ \| Голы \| В. Селиз 20′ \| | Комуналь д’Айшовалль Судья: Игнаси Вильямайор |
| Энгордань                        | 2:1 отчёт | Атлетик (Эскальдес)                           |
| К. Медина 69′ · Ч. Д'Алмейда 85′ | Голы | В. Селиз 20′                                  |

| Ашаваль 24 мая 2015 | \| Атлетик (Эскальдес) \| 1:2 отчёт \| Энгордань \| \| В. Селиз 34′ \| Голы \| М. Бангура 74′, 85′ \| | Комуналь д’Айшовалль Судья: Ернесто Гомес Хояс |
| Атлетик (Эскальдес) | 1:2 отчёт                                                                                             | Энгордань                                      |
| В. Селиз 34′        | Голы                                                                                                  | М. Бангура 74′, 85′                            |

## Лучшие бомбардиры
| № | Игрок             | Клуб         | Голов  | Игр |
| 1 | Кристиан Мартинес | Санта-Колома | 22 (2) | 14  |
| 2 | Жозе Агильяр      | Лузитанс     | 12 (2) | 14  |
| 3 | Бруниньо          | Лузитанс     | 9 (1)  | 14  |
| 4 | Габи Риера        | Санта-Колома | 7      | 13  |

### Хет-трики
| Игрок                             | Клуб         | Соперник          | Счёт                     | Дата             |
| --------------------------------- | ------------ | ----------------- | ------------------------ | ---------------- |
| Альфонсо Хавьер Кастелано Гальвес | Сан-Жулиа    | Энгордань         | 6:0 (недоступная ссылка) | 28 сентября 2014 |
| Луиш Мигел душ Рейш               | Лузитанс     | Интер (Эскальдес) | 3:0 (недоступная ссылка) | 2 ноября 2014    |
| Кристиан Мартинес4                | Санта-Колома | Энгордань         | 0:9 (недоступная ссылка) | 14 декабря 2014  |
| Кристиан Мартинес                 | Санта-Колома | Интер (Эскальдес) | 7:0                      | 15 февраля 2015  |
| Ренато Мота                       | Энкамп       | Ордино            | 3:4 (недоступная ссылка) | 26 апреля 2015   |

4 Игрок забил 4 гола